# Stencze
Stencze lub Stenče (maced. Стенче) – wieś w północno-zachodniej Macedonii Północnej, w gminie Brwenica.